# Jack Kesy
 (janvier 2020).
Jack Kesy, né le 27 août 1986 à New York, est un acteur américain. Il est connu pour avoir joué des rôles secondaires dans les films Baywatch : Alerte à Malibu, Death Wish ou encore Deadpool 2 ; ainsi que dans les séries The Strain et Claws .

## Biographie
Il a fréquenté l'école Guildhall School of Music and Drama de Londres
En 2024, il incarne Hellboy dans le film Hellboy: The Crooked Man réalisé par Brian Taylor.

## Filmographie

### Cinéma
- 2009 : Emina de Sabina Vajraca : Zoran (court-métrage)
- 2011 : Yelling to the Sky de Victoria Mahoney (en)
- 2011 : 8:46 (en) de Jennifer Kirabo : Tommy (moyen-métrage)
- 2012 : Morgan de Michael D. Akers : Dean Kagen
- 2012 : Recruiter de Sean Slater : Methhead Alan
- 2013 : Empire Gypsy de Sean Slater : Ivan
- 2014 : Grand Street de Lex Sidon : Sal
- 2015 : Very Bad Team (The Throwaways) de Tony Bui : Connelly
- 2015 : Intruders d'Adam Schindler : J. P. Henson
- 2015 : Tomato Soup de Dominic Blackwell-Cooper : Ellington
- 2017 : Chaudes nuits d'été (Hot Summer Nights) d'Elijah Bynum : Ponytail
- 2017 : Baywatch : Alerte à Malibu (Baywatch) de Seth Gordon : Leon
- 2017 : Juggernaut de Daniel DiMarco : Saxon Gamble
- 2018 : Horse Soldiers (12 Strong) de Nicolai Fuglsig (en) : Charles Jones
- 2018 : Death Wish d'Eli Roth : Tate « Fish » Karp
- 2018 : Deadpool 2 de David Leitch : Black Tom Cassidy
- 2018 : Blood Brother de John Pogue (en) : Jake Banning
- 2020 : Assiégés (The Outpost) de Rod Lurie : sergent Josh Kirk
- 2021 : Sans aucun remords (Without Remorse) de Stefano Sollima : Thunder
- 2021 : Dark Web: Cicada 3301 d'Alan Ritchson : Connor
- 2023 : The Killer de David Fincher
- 2024 : Hellboy: The Crooked Man de Brian Taylor : Hellboy
- 2025 : The Pickup de Tim Story

### Télévision
- 2014-2016 : The Strain : Gabriel Bolivar
- 2016 : Ray Donovan - 1 épisode : Butch
- 2017 : Claws : Roller Husser
- 2018 : L'Aliéniste (The Alienist) : Henry Wolff